# Сідельніков Андрій Анатолійович
Андрій Анатолійович Сідельніков (нар. 27 вересня 1967, Ровеньки, Луганська область) — радянський і український футболіст, захисник.
Насамперед відомий виступами за клуб «Дніпро» (Дніпропетровськ), а також національну збірну СРСР.

## Клубна кар'єра
У дорослому футболі дебютував 1985 року виступами за команду клубу «Дніпро» (Дніпропетровськ), в якій провів лише одну гру. 
Протягом 1986 року перебував у київському «Динамо», де пробитися до основної команди не вдалося.
1987 року повернувся до Дніпропетровська, де почав поступово залучатися до ігор «основи» «Дніпра». Цього разу відіграв за дніпропетровську команду наступні п'ять років своєї ігрової кар'єри. Більшість часу, проведеного у складі дніпропетровського «Дніпра», був основним гравцем захисту команди. Разом з «Дніпром» став чемпіоном СРСР 1988 року.
Згодом з 1992 по 1997 рік грав у складі німецького «Ваттеншайд 09», корейського «Чоннам Дрегонс» та російського ЦСКА (Москва). 1998 року повертався на один рік до «Дніпра» (Дніпропетровськ).
Завершив професійну ігрову кар'єру в азербайджанському клубі «Кяпаз», за команду якого виступав протягом 1998—1999 років.

## Виступи за збірну
У 1990 році дебютував в офіційних матчах у складі національної збірної СРСР, за яку того року провів дві офіційні товариські гри.

## Досягнення
- Чемпіон СРСР (1):

«Дніпро» (Дніпропетровськ): 1988
- Чемпіон Азербайджану (1):

«Кяпаз»: 1999
- Чемпіон Європи (U-21): 1990

| Дата       | Місто         | Господарі         | Результат | Гості | Турнір                                  | Голи | Примітки |
| ---------- | ------------- | ----------------- | --------- | ----- | --------------------------------------- | ---- | -------- |
| 23/11/1990 | Порт-оф-Спейн | Тринідад і Тобаго | 0 – 2     | СРСР  | Carib B.W.I.A. Triangular Soccer Series | -    | 46'      |
| 30/11/1990 | Гватемала     | Гватемала         | 0 – 3     | СРСР  | товариський матч                        | -    | 46'      |
| Усього     |               | Матчів            | 2         |       | Голів                                   | 0    |          |